# Banovina del Vardar
La Banovina del Vardar (Vardarska Banovina) fu una delle suddivisioni territoriali del Regno di Jugoslavia tra il 1929 e il 1941. Questa banovina era dislocata nella parte meridionale estrema del paese, comprendendo l'intera Macedonia del Nord odierna e le parti sud-orientali della Serbia e del Kosovo attuali. Fu nominata così per il fiume Vardar che la attraversava interamente e la sua capitale amministrativa era la città di Skopje.
Dopo la Seconda guerra mondiale, la Banovina di Vardar fu divisa in due fra la Repubblica Socialista di Serbia e la neo-formata Repubblica Socialista di Macedonia, entrambe facenti parte della Repubblica Socialista Federale di Jugoslavia.